# 안티크라이스트 (2009년 영화)
《안티크라이스트》(영어: Antichrist)는 2009년 공개된 공포 영화이다.

## 출연

### 주연
- 윌렘 대포
- 샤를로뜨 갱스부르

### 조연
- 스톰 아체체 살스트롬

## 기타
- Line PD: 산느 글래셀
- Line PD: 조한스 리신
- 프로듀서: 벳티나 브로켐퍼
- 프로듀서: 올레 외스터가르트
- 프로듀서: 마리안느 슬롯
- 공동제작: 매들린 엑만
- 공동제작: 라스 존슨
- 공동제작: 안드레아 오치핀티
- 공동제작: 마우고시카 슈모프스카
- 미술: 칼 줄리어슨
- 배역: 빅토리아 비티
- 배역: 안토니에트 불라
- 배역: 레오 데이비스
- 배역: 데스 해밀턴
- 배역: 데스 해밀턴